# 埃及驻香港总领事馆
阿拉伯埃及共和国驻香港总领事馆（阿拉伯语：‎），简称埃及驻香港总领事馆，是阿拉伯埃及共和国派驻中华人民共和国香港特别行政区的一个外事服务机构，驻地位于香港特别行政区。

## 历史
1996年，经过中埃双方协商，中方同意埃及在香港回归后保留该国派驻在香港的总领事馆，领区为香港特别行政区。1996年11月5日，阿拉伯埃及共和国驻华大使馆就埃在香港特区保留总领事馆照会中华人民共和国外交部，1996年11月11日，外交部代表中华人民共和国政府复照确认，协议自1997年7月1日起生效。